# Марко Милошевић (политичар)
Марко Милошевић (Пожаревац, 14. јануар 1999) јесте српски политичар. Син је Марка С. Милошевића, контроверзног бизнисмена који је у избеглиштву у Русији, и први унук Мире Марковић и Слободана Милошевића.
Марко М. Милошевић је био трећи носилац листе коалиције окупљене око СПС-а на парламентарним изборима 2023.

## Младост
Рођен је у четвртак предвече, 14. јануара 1999. године у пожаревачкој Општој болници као дете Марка С. Милошевића и Миланке Гајић. Требало је да се зове Александар (по Миланкином предлогу) или Светозар, по свом прадеди, Слободановом оцу.
Новинар Драган Ј. Вучићевић из Гласа јавности направио је похвалну репортажу о прослави његовог рођења под насловом „Весеље у кући Милошевића” која је изашла у понедељак 18. јануара. Сутрадан ујутру, Марков отац Марко С. Милошевић је наоружан упао у редакцију Гласа јавности како би запретио Вучићевићу што је у новинама писао о рођењу његовог сина Марка.

„Господине Вучићевићу,
Желим да вас обавестим да сам прочитао текст у данашњем броју вашег листа и желео бих да вас замолим да у наредних 24 часа не побегнете нигде, како бих могао лично да вам испоручим деветку из антрфилеа вашег текста.
Деветка мог сина Марка је десетка, али сигуран сам да ће вама у пределу колена обе ноге одлично стати и обична дуга деветка. Слободно можете да се жалите, Ваша жалба не одлаже извршење. Ако мислите да побегнете, изаберите што даље место. Обавеза је сваког мог пријатеља и познаника, а поготово дужника да вас смести у инвалидска колица у сваком тренутку и на сваком месту.”
— Садржај имејла који је послат 19. јануара 1999. на редакцијску адресу Гласа јавности

После свргавања Слободана Милошевића и СПС-а с власти, те хапшења његовог деде Слободана Милошевића и протеривање остатка породице, он је живео с мајком Миланком Гајић, првом супругом Марка С. Милошевића, у Пожаревцу. Ту је наставио да живи и када се политичка ситуација по његову породицу смирила.
Пред уписивање правног факултета, Милошевић је изјавио да му иду боље друштвене науке, али да није наследио „дар за писање” од његове бабе Мире Марковић, као и то да не чита њене књиге.
На прослави пунолетства певао му је тадашњи председник СПС-а Ивица Дачић. Дачић је тада изјавио да су његов син Лука Дачић и Марко вршњаци и да ће једнога дана они бити наследници функција у СПС-у.

## Образовање
Марко М. Милошевић је 2021. завршио основне академске студије на Правном факултету Универзитета у Београду. На истом факултету, 2022. године Милошевић уписује мастер академске студије, међународноправни модул. 2023. године, након завршетка мастер студија, уписује докторске академске студије, међународноправне уже научне области, такође на Правном факултету Универзитета у Београду. Заинтересован је превасходно за међународно јавно право.

## Политичка каријера
Са 18 година, Милошевић се прикључио Социјалистичкој партији Србије, коју је основао његов деда. У свом првом интервјуу као члан СПС-а он је изјавио да му је политика нанела велико зло, али да је у СПС ушао због његовог деде који ће за њега увек бити јунак. Уједно, његов деда Слободан Милошевић му је и омиљени политичар.
Године 2017. тадашњи председник СПС-а Ивица Дачић рекао је да му „чува функцију” у СПС-у.
Ивица Дачић 2018, на изборној конвенцији те странке, рекао је да помаже свим члановима породице Милошевић који су у Србији. Том приликом је изјавио да је „Марко израстао у једног баш веома финог младића.” На тој конвенцији је Марко М. Милошевић добио огроман аплауз.

Године 2023. Ивица Дачић је на прослави 33 године од оснивања СПС-а објавио како је његова велика жеља да Милошевић буде кандидован за место у Главном одбору СПС-а. На конференцији за штампу поводом његовог кандидовања за место у ГО СПС, Милошевић је рекао:
„Драго ми је што сам у присуству драгих пријатеља, партијских другова. За мене је ова идеја вечна и драго ми је што то постоји у оваквом континуитету, и још ће да постоји, тек ће да постоји.”
Дана 23. новембра 2023, кандидат за премијера у име листе око СПС-а Ивица Дачић рекао је да Марко Милошевић „поносно стоји као трећи носилац листе коалиције” под називом Ивица Дачић — Премијер Србије. Дачић је 30. новембра рекао да ће Марко Милошевић сигурно бити део парламента после избора. Приликом предизборне кампање, Милошевић је дао изјаву медијима:
„Позивам све социјалисте, оне који су гласали за СПС од њеног оснивања да на предстојећим изборима подрже Ивицу Дачића као будућег премијера Србије. Ивица Дачић је СПС сачувао од пропасти, хвала вам на вишедеценијској подршци, хвала вам што чувате успомену на мог деду Слободана Милошевића.”
Марко Милошевић је 13. децембра 2023. свечано је присуствовао отварању спомен-сале Слободана Милошевића у Нишу. Он да му је драго што се људи поштују и сећају се лика и дела његовог деде Слободана Милошевића.

## Резултати на изборима
| Избори | Изборна листа | Место на листи | Резултат | Детаљи       |
| ------ | ------------- | -------------- | -------- | ------------ |
| 2023   | СПС—ЈС—ЗС     | Треће          | изабран  | Као члан СПС |

## Порекло
С очеве стране преци су му били комунистички функционери. Његови прадеда и прабаба су Мома Марковић и Вера Милетић (учесници Комунистичке револуције), баба му је Мира Марковић, некадашња прва дама Србије и Југославије и оснивачица Југословенске левице, а деда Слободан Милошевић, некадашњи председник Србије и Југославије, председник Савеза комуниста Србије и оснивач Социјалистичке партије Србије.
У свом првом интервјуу Милошевић је изјавио да воли своју породицу и да је поносан на њу.

## Приватни живот
С очеве стране има полусестру.
Омиљени играни филмови су му трилогија Господар прстенова, коју, како каже, огледао је више од сто пута.
Воли да чита дела Лава Толстоја.
Музика коју слуша је страни хип-хоп.